# Ак-Джол
Ак-Джол (кирг. Ак-Жол) — село Аксыйского района, Джалал-Абадской области Кыргызстана. Административный центр Ак-Джольского аильного округа.
Находится на северо-западе от областного центра — города Джалал-Абад.

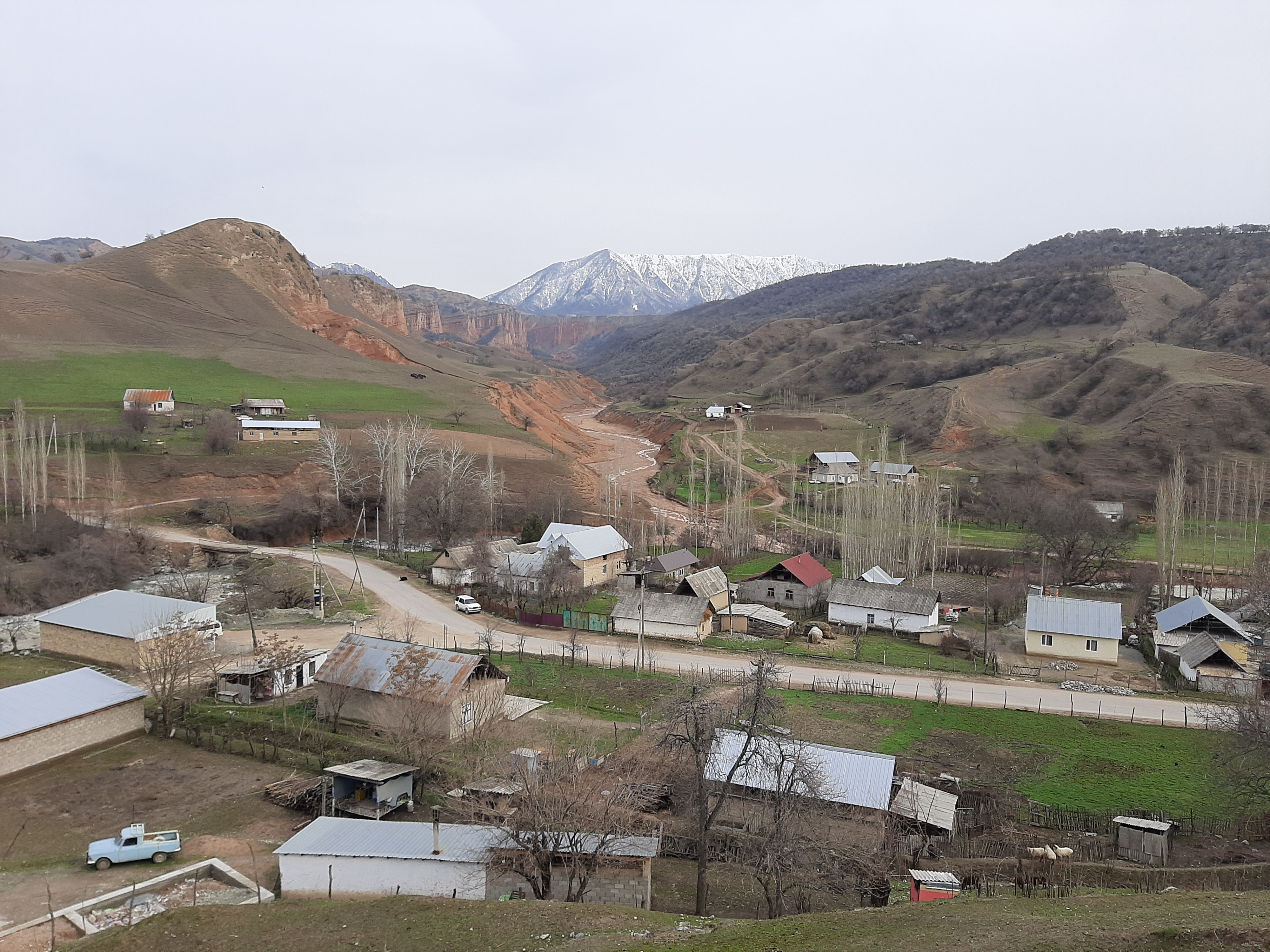

Расстояние до столицы республики Бишкека 530 км. Расстояние до ближайшего аэропорта 78 км. Высота над уровнем моря — 1153 м.
Почтовый индекс 720602.

## Население
По состоянию на начало 2024 года население составляло 8026 жителей (в 2009 году — 2180 чел.).

## История
Создано в 1924 году.
До 1990 года входило в состав Ошской области.

## Известные уроженцы
- Ажиматов, Заирбек — киргизский поэт, журналист, публицист. Заслуженный деятель культуры Киргизской Республики (2019).
- Борошев, Ниязаалы — акын
- Касымбеков, Тологон — писатель, герой Кыргызстана.
- Кабаев, Акбаралы – награжден Высшей степенью отличия Кыргызской Республики "Кыргыз Республикасынын Баатыры" с вручением особого знака "Ак-Шумкар" (Герой Кыргызской Республики).
- Адылов Шекербек- акын, писатель.